# 천스중
천스중(陳時中, 1953년 12월 ~ )은 타이완의 치과의사, 정치인이다. 2017년부터는 위생복리부 부장(장관)이다.

## 생애
타이베이에서 태어났다. 1971년부터 1977년까지 타이베이 의학원(현재의 타이베이 의과 대학)에서 치의학을 공부했다. 1994년 '중화민국치과의공회전국연합회(中華民國牙醫師公會全國聯合會)'의 6대 이사장에 취임했다. 의료보험 총액제 도입에 공헌했다.
오랫동안 민주진보당의 싱크탱크에서 활동했다. 2000년 타이완 총선 당시 중화민국치과의공회전국연합회의 고문으로서 다른 연합회 소속 의사 200명과 함께 민진당에 입당했다. 2004년 행정원 위생서(위생복리부의 전신) 부서장에 지명됐다가 2008년 마잉주 정권 발족과 함께 물러났다. 2012년 타이완 총선에서는 차이잉원의 후원회 간사를 맡았다. 2016년말부터 중화민국 총통부 국책고문. 2017년 2월 위생복리부장에 치과의사 출신으로는 처음으로 취임했다. 2019년말 코로나19를 계기로 위생복리부에 설치된 중앙유행전염병지휘센터(CECC)의 지휘관을 맡으며 일약 영웅으로 떠올랐다.
2022년 민진당의 타이베이시 시장 후보로 출마하면서 위생복리부장 자리를 사임했다. 11월 26일 선거에서 장완안에 패했다.

## 역대 선거 결과
| 선거명                    | 직책명 | 선거구     | 대수 | 정당   | 득표율          | 득표수    | 결과 | 당락 |
| ------------------------- | ------ | ---------- | ---- | ------ | --------------- | --------- | ---- | ---- |
| 2022년 중화민국 지방 선거 | 시장   | 타이베이시 | 8대  | 민진당 | \| \| 31.93% \| | 434,558표 | 2위  | 낙선 |
|                           | 31.93% |            |      |        |                 |           |      |      |